# Acqueville (Calvados)
Acqueville település Franciaországban, Calvados megyében. Lakosainak száma 187 fő (2018. január 1.). Acqueville Angoville, Cesny-Bois-Halbout, Martainville, Meslay, Moulines és Tournebu községekkel határos.

## Népesség
A település népességének változása:
| Lakosok száma | 146  | 144  | 170  | 178  | 161  | 189  | 189  | 199  | 189  | 187  |
|               | 1968 | 1975 | 1982 | 1999 | 2006 | 2011 | 2013 | 2016 | 2017 | 2018 |